# قلعة الكهف
تنهض قلعة الكهف في محافظة طرطوس في سورية على هضبة صخرية ضمن منطقة تتوسط سلسلة الجبال الساحلية السورية في منطقة القدموس وتمتد على مسافة 600 متر طولا وعرضها يتجاوز 15 مترا. وتبعد القلعة عن القدموس 20 كيلومترا وعن الشيخ بدر 20 كيلومترا وتعد من القلاع النادرة التي بُنيت ونُحتت في الصخر ولذلك سُمّيت قلعة الكهف.  

## وصف القلعة
ترتفع فوق سور قلعة الكهف ثلاثة أبراج من الجهات الشرقية والجنوبية والشمالية البرج الشرقي يتقدم القلعة ويطل على قلعة القدموس من الشمال الشرقي أما البرج الشمالي فيعلو المدخل الرئيسي ويطل من الناحية الشمالية على وادٍ سحيق وكذلك البرج الجنوبي يطل على وادٍ سحيق جنوبي القلعة.
وكانت المياه تصل إلى القلعة من خلال قنوات جر طولها 2 كيلومتر تستمد مياهها من عين تُدعى عين عزيزة وتولت التسمية اليوم إلى عين فاطمة وكانت المياه تحمل بواسطة قنوات فخارية محمولة على جدران ترفعها عن مستوى الأرض لتصل أولا إلى الحمام ومن ثم إلى القلعة، وهناك مصدر ثان للمياه يعتمد تجميع مياه الأمطار على سطح القلعة وتخزينها في حفر منحوتة في الصخر ومن ثم توزيعها إلى باقي أقسام القلعة.
الدخول إلى القلعة يتم عبر بوابة رئيسية زالت معظم معالمها الآن ولم يتبق منها سوى أطلال ويقع المدخل الأول في الجهة الغربية من القلعة وفتحة الباب الخارجية تتجه نحو الشمال والدخول لسطح القلعة يتم بالاتجاه نحو الجنوب والصعود التدريجي حتى نصل إلى البوابة الثانية فنجد أن هذه البوابة تقع في أسفل البرج الشمالي الذي يطل عليها مباشرة.
وعلى سطح القلعة الملاصق للبوابة من جهة الغرب توجد بوابة كبيرة منحوتة في الصخر تضم ما يشبه الجرن عرضها من الداخل 3 أمتار وطولها نحو 6 أمتار وعلى جانبيها مصطبتان عبارة عن مقاعد يمكن أن تكون غرفة انتظار أو غرفة مناوبة الحرس على باب القلعة.
والبوابة الثانية تتجه صعودا باتجاه الغرب نحو البوابة الثالثة وعلى يمين الطريق نقشت آية الكرسي في العصر الإسلامي وعلى الجدار المواجه تظهر كتابة على أحد حجارته أيضا ذكر فيها بعض الآيات مع وضوح في ذكر التواريخ / ذو القعدة 761 هجري / أما البوابة الثالثة فقد تهدمت وضاعت معظم معالمها.

## بناء قلعة الكهف
القلعة منحوتة في الصخر في قلب الجبل بشكل وبأسلوب الأبنية في العصر الحجري مع إضافات تمت في عصور لاحقة وزادت من تحصينات القلعة، وفي داخل القلعة سبع غرف بالداخل منحوتة بالصخر والدخول إلى هذه الغرف السبع صعب جدا وقد كانت إنارتها في السابق بواسطة فتحات في سقف القلعة وضمن هذه الحجرات توجد أعمدة صخرية نحتت نحتا لتسهم في زيادة تحمل السقف للحمولات وللسقف الصخري وهذه العمارة تشبه إلى حد بعيد العمارة الوحشية التي تتسم بقساوتها وتعكس نفسية قاطنيها المحاربين الذين يتصفون بالقسوة والوضوح والإخلاص لعقائدهم والدخول إلى المكان في قلب القلعة يمثل رحلة إلى عجائب التاريخ.

## آثارها
ومن الآثار الباقية في القلعة جامع القلعة الذي يوجد على سطح القلعة من الجهة الشرقية لم يبق منه الكثير فهناك قاعة مسقوفة بأقبية متهدمة وهذا الجامع يقع قرب الساحة التدريبية.
وهناك أيضا الدرج الذي ينحدر باتجاه الساحة وقد سدت اتجاهاته وتهدم معظمه وتقول المصادر التاريخية أن هذا الدرج يقود إلى الكهف الذي ينحدر ويصل القلعة بالحمام في قعر الوادي، ويقع الحمام في نهاية الجهة الشرقية الجنوبية للقلعة ويعد من أهم المعالم الأثرية الباقية في القلعة وهو بناء مستطيل الشكل تقريبيا يمكن الدخول إليه من بوابة تقع شرق القلعة ينقسم إلى قسم برانى وقسم وسطاني وقسم جواني وقسم التسخين وفي نهاية غرفة التسخين نجد فتحة لخروج الدخان الناتج عن الاحتراق في الجهة الشمالية وهناك غرفة تتصل بغرفة التسخين لتجميع الوقود وخزان المياه الذي يقع إلى الغرب من الحمام منحوتا في الصخر بعمق أكثر من متر ونصف المتر. ويصل الماء إلى الحمام عبر قنوات تجميع مياه الأمطار التي تقود المياه من السطح الصخري للقلعة إلى الكثير من أماكن تجميع المياه على سطح القلعة والتي بدورها تقود إلى خزانات رأسية ومن ثم إلى خزان الحمام والخزانات الخاصة بالقلعة والتي توزع المياه إلى باقي الحجرات وباقي القلعة. كما أن قنوات نقل مياه الشرب التي كانت تأتي من الجهة الجنوبية من بعد 2 كيلو متر كانت محمولة على قنوات فخارية نصف مستديرة تأتي من فوق جدار يحمل هذه المياه فيكون خزان تجميع المياه هو أول من يلاقى هذه المياه.

## معطيات تاريخية
يشار إلى أن قلعة الكهف تقع جنوب غرب القدموس على بعد 20 كم ، و على بعد 20 كم من مدينة الشيخ بدر بالقرب من قرية المريجة التابعة لناحية الشيخ بدر، معطياتها المعمارية تؤكد وجودها في أوائل القرن الحادي عشر الميلادي ففي عام 1101 م كانت القلعة من أملاك سيف الدين بن عمرو الدمشقي إلا أن الصليبيين استطاعوا احتلالها عام 1123 م وفي عام 1128 م استرجعها منهم صاحبها القديم وبعد وفاته حدث خلاف بين أولاده ما جعلهم يعرضونها للبيع فتقدم لشرائها أبو الفتاح الشعراني وحولها إلى قاعدة كبرى وفي عام 1138 م احتلها شهاب الدين أبو الفرج المعروف بأبي محمد وكانت في ذلك الوقت تابعة إلى إمارة الموت الفارسية التابعة لسنان راشد الدين وأحدث فيها مدرسة لتثقيف الشباب وتدريبهم على القتال وفي عام 1268 م فرض الظاهر بيبرس عليها ضريبة باهظة بلغت 150 ألف درهم.